# SBS MTV
SBS MTV (anteriormente MTV Korea y SBS MTV) fue un canal de televisión de pago de Corea del Sur, propiedad de Seoul Broadcasting System, que transmitíavídeos musicales, realities, conciertos y noticias.

logotipo de nombre anterior de SBS MTV, MTV Korea usado desde 1 de julio de 2001 hasta 1 de noviembre de 2011.

Inició siendo una sección del canal de televisión coreano Mnet bajo el nombre de MTV Korea, emitida desde 1995 hasta 2001. Ese mismo año se convirtió en un canal de televisión musical independiente e inicio sus transmisiones el 1 de julio de 2001, siendo la señal regional de MTV en Corea del Sur y uno de los canales regionales de Viacom International Media Networks Asia. En 2011, Viacom Media Networks Asia (actualmente Paramount Networks EMEAA) y el medio de comunicaciones surcoreano SBS Medianet crearon una empresa conjunta llamada SBS Viacom (actualmente SBS Paramount). En noviembre de ese mismo año se cambió el nombre del canal a SBS MTV. El canal finalizó sus emisiones el 30 de junio del 2022 junto a su canal hermano Nickelodeon debido al vencimiento del acuerdo con Paramount y SBS Medianet.
El 1 de julio de 2022, la SBS inició las transmisiones en los canales de televisión SBS M y Kimzon, en reemplazo a SBS MTV y Nickelodeon en Corea del Sur.

## Programación

### Emisión cruzada
- Strong Heart (강심장) - SBS
- Running Man (런닝맨) - SBS
- SBS Inkigayo (SBS 인기가요) - SBS
- K-Pop Star (K팝 스타) - SBS
- Law Of The Jungle (정글의 법칙) - SBS
- Behind The Music - MTV
- MTV World Stage - MTV
- Pop Divas - MTV

### Programación original
- SBS MTV The Stage Big pleasure
- SBS MTV POP 20
- SBS MTV K-Pop 20
- SBS MTV Heroes
- SBS MTV the SHOW
- SBS MTV Live The Script
- SBS MTV Hits The Script
- After Hours - Non-Stop
- Wake Up Call - Non-Stop
- HITS: Classic - Non-Stop
- FRESH: POP - Non-Stop
- FRESH: K-POP - Non-Stop
- LIVE 4 U - Non-Stop
- RoboRobo Pop Corn - Non-Stop (로보로보 팝콘 Non-Stop)
- The Show (더 쇼)[2]
- The Stage Big Pleasure (더 스테이지 빅 플레저)[3]